# Mowden (Durham)
Mowden – dzielnica w Darlington, w Anglii, w hrabstwie ceremonialnym Durham, w dystrykcie (unitary authority) Darlington. Leży 27 km na południe od miasta Durham i 350 km na północ od Londynu. W 2011 miejscowość liczyła 3708 mieszkańców.